# Natasha Kuchiki
Natasha Maria Hanako Kuchiki (* 28. Oktober 1976 in Burbank, Kalifornien) ist eine ehemalige US-amerikanische Eiskunstläuferin, die im Paarlauf für die USA startete.
Ihre Eltern, Denise und Sashi waren Eiskunstläufer, die sich bei der Eisrevue Ice Capades kennengelernt hatten. Ihre Schwester Tamara war ebenfalls eine Eiskunstläuferin.
Kuchikis Eiskunstlaufpartner wurde 1989 Todd Sand. Mit ihm wurde sie 1991 US-Meisterin im Paarlauf. Bei der Weltmeisterschaft 1991 in München gewannen sie die Bronzemedaille hinter Natalja Mischkutjonok und Artur Dmitrijew sowie Isabelle Brasseur und Lloyd Eisler. Die Olympischen Spiele 1992 in Albertville beendeten sie auf dem sechsten Platz. Sand verliebte sich dann in Jenni Meno und setzte seine Karriere mit ihr fort. Kuchiki versuchte es mit Rocky Marval als Eiskunstlaufpartner, sie wurden Vierte bei den nationalen Meisterschaften 1994 und verpassten somit die Qualifikation für einen internationalen Wettbewerb.

## Ergebnisse

### Paarlauf
(mit Todd Sand / * mit Rocky Marval)
| Wettbewerb / Jahr                | 1990 | 1991 | 1992 | 1993 | 1994 |
| -------------------------------- | ---- | ---- | ---- | ---- | ---- |
| Olympische Winterspiele          |      |      | 6.   |      |      |
| Weltmeisterschaften              | 11.  | 3.   | 8.   |      |      |
| US-amerikanische Meisterschaften | 2.   | 1.   | 3.   |      | 4.*  |